# Хильдесхаймская вражда
Хильдесхаймская вражда (нем. Hildesheimer Stiftsfehde) — война между княжеством-епископством Хильдесхайм и вельфскими княжествами Брауншвейг-Вольфенбюттель и Каленберг, длившаяся с 1519 по 1523 год. Первоначально локальный конфликт между князем-епископом Иоганном IV и дворянством перерос в войну между правителями Нижней Саксонии из-за желание епископа выкупить заложенные земли и его налоговые требования к монастырской знати. Война завершилась в 1523 году Кведлинбургской мировой, по которому княжество-епископство лишилось большей части своей территории.

## Предыстория
Из-за плохого финансового положения своего государства князь-епископ Хильдесхайма Иоганн IV Саксен-Лауэнбург начал выкупать некоторые заложенные его предшественниками дворянству поместья, которые являлись для тех важным источником дохода. Однако небольшая часть дворянства и рыцарства отказала ему в обратной сделке. В то же время дом Вельфов предпринимал попытки выкупить переданные епископством в залог территории вокруг замка Эверштейн, в ходе чего стал явным раскол между герцогом Люнебурга Генрихом I и герцогами Вольфенбюттеля Генрихом II, Каленберга Эрихом I и князем-епископом Миндена Францем I. В 1513 году Генрих I получил сумму залога за Эверштейн от Иоанна IV, тем самым выступив против интересов своей родни.
Князь Брауншвейг-Вольфенбюттеля Генрих II искал повода для войны с княжеством-епископством, и нашел его в спорах между епископом и небольшой частью местной знатью, с которой он заключил союз в 1516 году. В 1519 году назревающий конфликт перерос в открытую войну, которую часто называют «последней средневековой враждой» (нем. letzte mittelalterliche Fehde).
Противоборствующие силы выглядели следующим образом:
- Княжество-епископство Хильдесхайм, герцогство Брауншвейг-Люнебург и графства Шаумбург, Дипхольц и Хойя.
- Княжество Брауншвейг-Вольфенбюттель, княжество-епископство Минден, княжество Каленберг и небольшая группа хильдесхаймских дворян во главе с семейством Зальдерн.

## Боевые действия

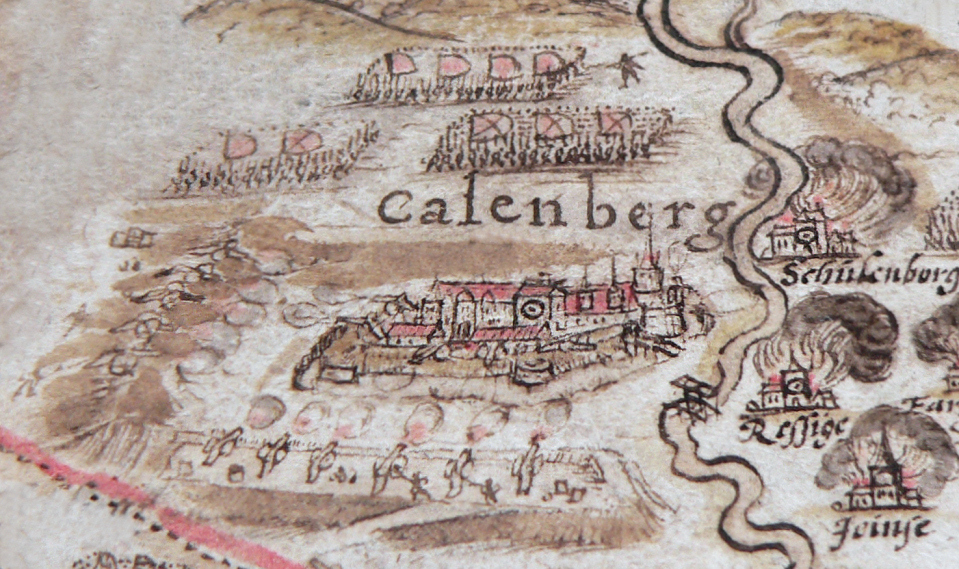
Осада крепости Каленберг 1519 г.(Иоганн Краббе, 1591 г.).

Между 1519 и 1523 годами происходили стычки, противоборствовавшие стороны безуспешно осаждали крепости Каленберг и Хильдесхайм. 28 июня 1519 года в битве при Зольтау князь-епископ разгромил войска Вельфов, а также пленил Эриха I и множество дворян, что означало временное прекращение конфликта.
Избранный в октябре 1519 года императором Карл V имел хорошие отношения с Генрихом II, и вынесенное им после битвы при Зольтау арбитражное решение предписывало возвращение всех завоеванных территорий и пленных. Когда его проигнорировали епископ и его союзники, в 1521 году последовало наложение имперской опалы, выполнение которой было поручено правителям Вольфенбюттеля и Каленберга. К этому времени Генрих I уже уехал в изгнание во Францию и передал управление Брауншвейг-Люнебургом сыновьям Оттону и Эрнсту I. Война возобновилась и была завершена так называемым Полевым миром (нем. Feldfrieden) от 15 октября 1521 года в пользу Вольфенбюттеля и его союзников.

## Конец войны
Кведлинбургская мировая от 13 мая 1523 года закрепила территориальные изменения: у княжества-епископства из 22 амтов оставалось только 4 (Пайне, Штойервальд, Мариенбург и домпробство), а также города Хильдесхайм и Пайне и 90 деревень (эта территория была известна как Малый штифт нем. Kleine Stift).
Брауншвейг-Вольфенбюттель получил:
- амты Винценбург, Вольденберг, Штайнбрюк, Луттер, Воленштайн, Шладен, Либенбург, Видела, Виненбург и Вестерхоф,
- монастыри Ламшпринге, Хайнинген, Дорштадт, Вельтингерод, Рингельхайм и Рихенберг,
- города Альфельд, Боккенем, Ламшпринге и Зальцгиттер-Бад.

Княжество Каленберг получило:
- амты Хуннесрюк, Эрцен, Лауэнштайн, Гронде, Халлербург, Поппенбург, Руте и Кольдинген,
- города Дассель, Боденвердер, Гронау, Эльце, Зарштедт, а также половину Хамельна,
- монастыри Мариенау, Эшерде, Виттенбург, Вюльфингхаузен и Дернебург.

Княжество-епископство немедленно начало судебные разбирательства по поводу возвращения Большого штифта (нем. Großen Stifts), которые были завершены в 1643 году возвращением части его территории. Только амты Эрцен, Гронде, Кольдинген-Лауэнберг, Люттер-ам-Баренберге, Вестерхоф и Линдау остались у Каленберга и Вольфенбюттеля.
Иоганн IV нашёл убежище у курфюрста Брандербурга Иоахима I Нестора и отрекся от епископского престола в 1527 году, позже стал каноником в Ратцебурге. Умер в Любеке в 1547 году.